# McIntyre Promontory
Die McIntyre Promontory ist ein in der Aufsicht v-förmiges Vorgebirge mit steilen Kliffs an beiden Flanken in der antarktischen Ross Dependency. In den Bush Mountains des Königin-Maud-Gebirges ragt es am Kopfende des Ramsey-Gletschers auf.
Entdeckt und fotografiert wurde die Formation beim sogenannten Flight 8A am 16. Februar 1947 bei der US-amerikanischen Operation Highjump (1946–1947). Das Advisory Committee on Antarctic Names benannte sie nach Captain Eugene C. McIntyre vom United States Marine Corps, Kopilot beim Entdeckungsflug.